# Lonchaea sequela
Lonchaea sequela är en tvåvingeart som beskrevs av Mcalpine 1964. Lonchaea sequela ingår i släktet Lonchaea och familjen stjärtflugor. Inga underarter finns listade i Catalogue of Life.